# Поїзна вулиця
Поїзна вулиця — вулиця в місті Одеса, місцевість Ближні Млини. Пролягає від Балківської до вулиці Ганни Михайленко.

## Історія
Вулиця виникла на початку 1995-хх років під назвою Коротка. Сучасна назва з 2005 року.